# Burgstall Schlösslesberg
Der hochmittelalterliche Burgstall Schlösslesberg liegt etwa zwei Kilometer nordöstlich der Pfarrkirche des Zusmarshausener Ortsteiles Steinekirch auf einem Ausläufer des Fischerberges im Landkreis Augsburg in Schwaben. Die in ihrer Substanz gut erhaltene Turmhügelburg (Motte) wurde systematisch mit Jungwald bepflanzt und ist heute nur schwer begehbar.

## Geschichte

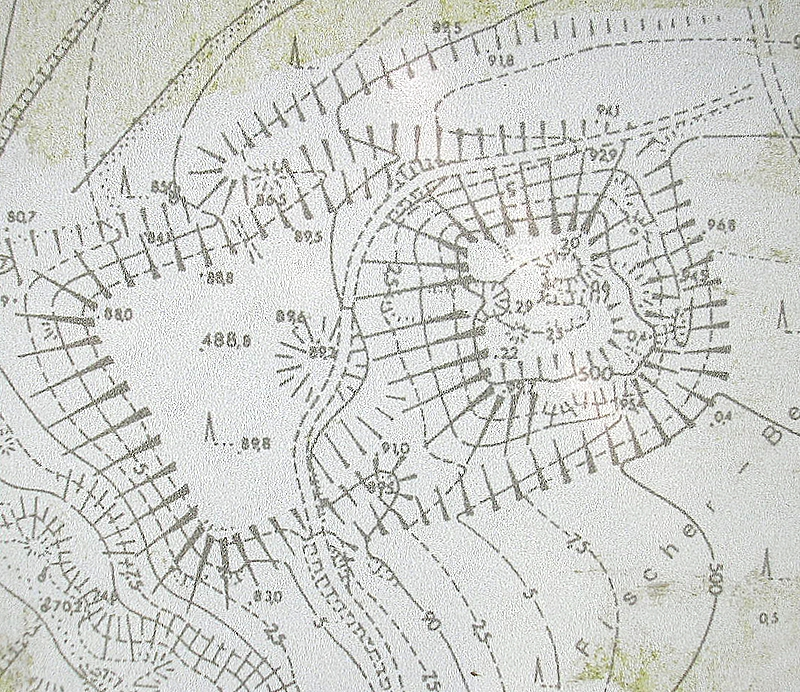
Topographischer Geländeplan (Otto Schneider, 1973) nach der topographischen Geländeaufnahme durch O. Schneider und A. Gruber (Arbeitskreis für Vor- und Frühgeschichte Augsburg)

Zur Geschichte des Burgplatzes finden sich keinerlei Hinweise in den ortsgeschichtlichen Quellen. Der Burgstall entspricht in seiner Anlage dem im frühen Hochmittelalter verbreiteten Typus der Turmhügelburg. Im Augsburger Umland haben sich zahlreiche weitere Beispiele dieser Frühform der Adelsburg erhalten. Solche Erdhügelburgen dienten meist einem der zahlreichen Dienstadelsgeschlechter des Hochmittelalters als standesgemäßer Ansitz. Jedoch errichteten auch edelfreie Geschlechter derartige Anlagen als Wohnsitz und Wehrbau.
Der Burgstall liegt nur etwa zwei Kilometer nordöstlich der großen hochmittelalterlichen Burg Wolfsberg, deren teilweise erhaltener Bergfried aus mächtigen Nagelfluhquadern heute das bedeutendste Zeugnis früher  Adelskultur im Landkreis Augsburg ist. Der Schlösslesberg könnte also der Sitz eines der Untervasallen der Herren von Wolfsberg gewesen sein. Die Fraß von Wolfsberg gehörten zu den einflussreichsten und mächtigsten Ministerialen des Hochstift Hochstiftes Augsburg.
Auch eine Funktion als bischöflicher Forst- oder Rodungshof wäre in Betracht zu ziehen. Die Burg liegt über einem modern aufgestauten Fischweiher auf dem „Fischerberg“. Möglicherweise hatte der heutige Weiher bereits im Mittelalter einen Vorläufer. In einigen Quellen wird eine am „Weiherloh“ gelegene Burg der Markgrafen von Burgau genannt, die vielleicht hier lokalisiert werden kann.
Der Burgstall ist in den „Otto-Schneider-Rundweg“ einbezogen. Der nach dem verdienten Heimat- und Burgenforscher Otto Schneider (1927–2000) benannte ungefähr acht Kilometer lange Wanderweg führt von der Burg Zusameck bei Dinkelscherben über den Schlösslesberg und die Burg Wolfsberg zurück an den Ausgangspunkt. 
Zwei neuere Informationstafeln erinnern vor dem Turmhügel an die Geschichte der Burganlage. Das Burgareal ist von dichtem Jungwald bewachsen und dadurch nur schwer begehbar.

## Beschreibung
Die zweiteilige Höhenburganlage (etwa 60 × 100 Meter) besteht aus einer rechteckigen Vorburg und einem mächtigen, annähernd quadratischen Turmhügel. Der ungefähr 13 Meter hohe Erdkegel der Hauptburg wird von einem noch bis zu fünf Meter tiefen Sohlgraben hufeisenförmig umlaufen. 
Das Plateau des abgestumpften Hauptburgkegels maß ursprünglich etwa 25 × 25 Meter. Die Flanken sind durch einige Windwürfe aufgerissen und durch Erosion teilweise abgerutscht. Eine archäologische Untersuchung durch den Arbeitskreis für Vor- und Frühgeschichte Augsburg (Otto Schneider) erbrachte die Nachweise eines hölzernen Gebäudes auf dem Plateau und der Fundamente einer Toranlage. Die geborgene Keramik konnte auf das 12. bis 14. Jahrhundert datiert werden.
Nach Westen schließt sich das Plateau der Vorburg an, dessen Hangkanten künstlich abgesteilt wurden. Der Nordseite der Anlage sind noch zwei Wallzüge vorgelagert. Wegen der dichten Bepflanzung sind die Erdwerke der Vorburg nur sehr schwer im Gelände zu verfolgen.
Das Bayerische Landesamt für Denkmalpflege verzeichnet das Bodendenkmal als mittelalterlichen Burgstall unter der Denkmalnummer D 7-7629-0013.